# Psychofyzika

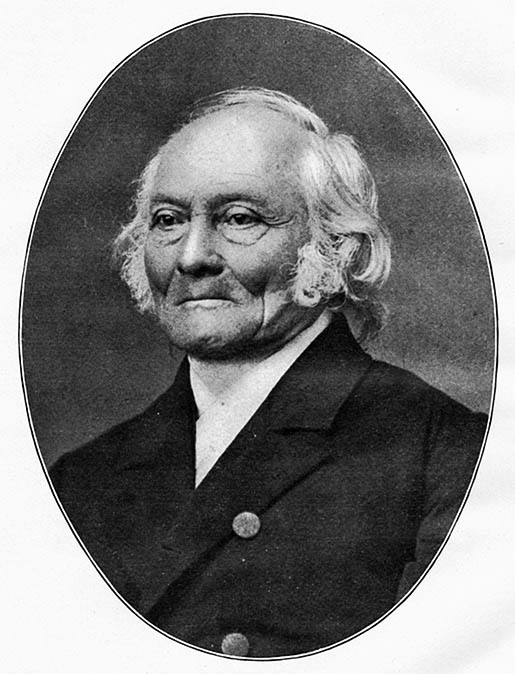
Ernst Heinrich Weber – objevitel jednoho ze zákonů psychofyziky.

Psychofyzika je exaktní věda o funkčních vztazích mezi tělem a duší se snahou vystihnout fyzikálními zákony psychické děje. Zaměřuje se na zkoumání počitků, které jsou v jejím chápání charakterizovány obsahem, intenzitou a dobou trvání. Ústředním tématem psychofyziky je problém mysli a těla.
Představitelem tohoto směru byl Gustav Fechner, který se zaměřoval na zkoumání vztahu mezi psychickým a fyzickým světem. Velký význam pro toto vědecké bádání má jeho kniha Základy psychofyziky. Zásluhou psychofyziky pronikaly do psychologie přesnější laboratorní metody.
Termín psychofyzika zavedl lékař a psycholog Ernst Heinrich Weber.

## Zákony psychofyziky
- Weberův zákon
- Fechnerův zákon
- Stevensův zákon síly